# ميرا مولر
ميرا مولر (بالإنجليزية: Myra Moller)‏ هي دراجة نيوزيلندية، ولدت في 1983 في نيوزيلندا.

## روابط خارجية
- ميرا مولر على موقع إحصائيات الدراجات الإحترافية (الإنجليزية)
- ميرا مولر على موقع اتحاد ألعاب الكومنولث (مؤرشف) (الإنجليزية)
- ميرا مولر على موقع دورة ألعاب الكومنولث 2006 (مؤرشف) (الإنجليزية)